# Meizodon plumbiceps
Meizodon plumbiceps là một loài rắn trong họ Rắn nước. Loài này được Boettger mô tả khoa học đầu tiên năm 1893.